# Capnia levanidovae
Capnia levanidovae är en bäcksländeart som beskrevs av Kawai 1969. Capnia levanidovae ingår i släktet Capnia och familjen småbäcksländor. Inga underarter finns listade i Catalogue of Life.